# Santa Maria de Marechal

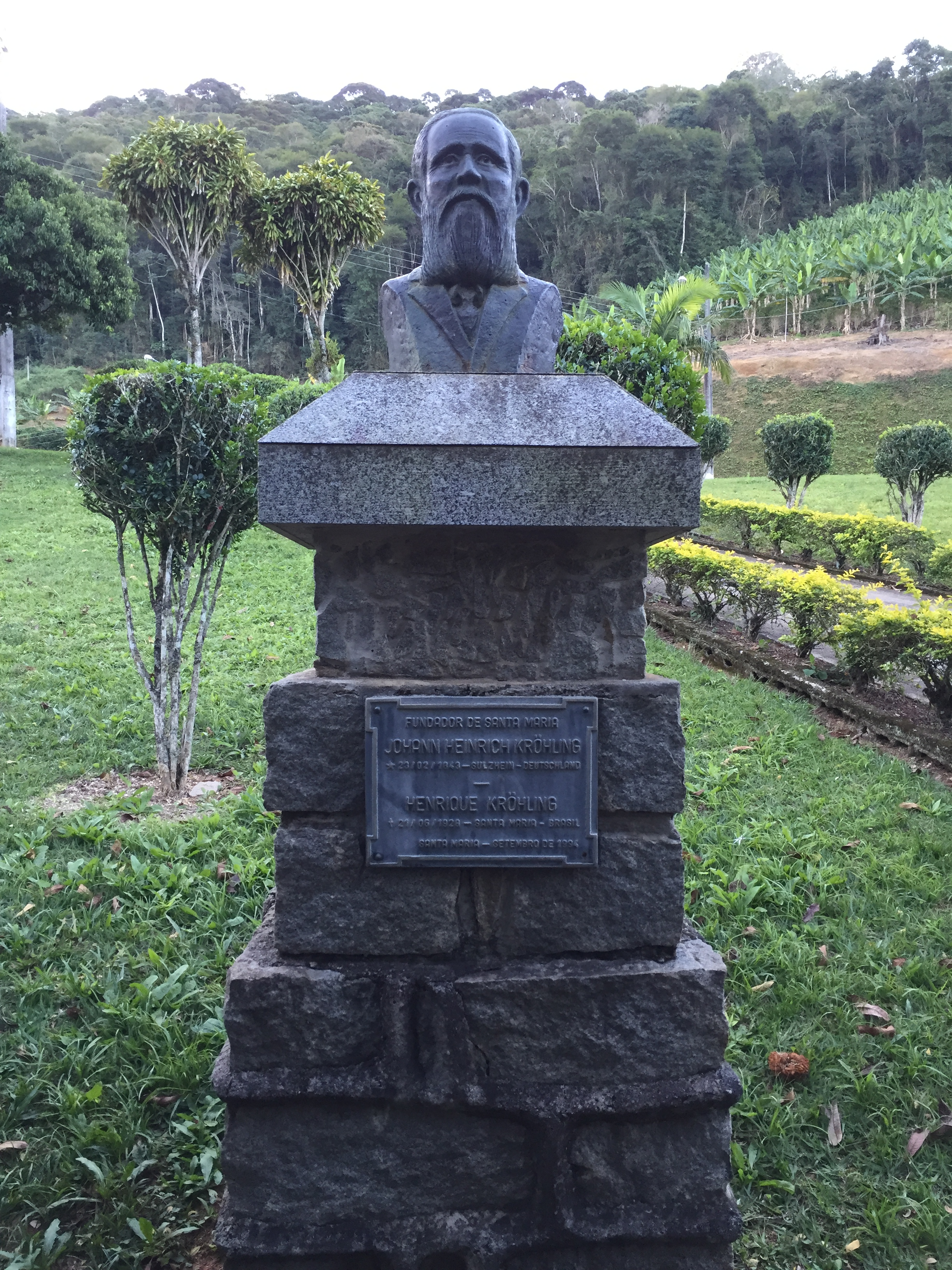
Johann Heinrich Kröhling (1843-1928), o fundador do distrito de Santa Maria de Marechal.

Santa Maria de Marechal é um distrito do município brasileiro de Marechal Floriano, no interior do estado do Espírito Santo. Segundo o censo demográfico de 2022, realizado pelo Instituto Brasileiro de Geografia e Estatística (IBGE), sua população era de 2 350 habitantes e havia 852 domicílios particulares permanentes ocupados. Está situado na região sul do município e foi criado pela lei municipal nº 140 de 28 de junho de 1995.

## História
A história de Santa Maria começa no ano de 1859, quando o jovem Johann Heinrich Kröhling imigrou da cidade de Sulzheim, na atual Alemanha, para o Império do Brasil. O imigrante desembarcou na cidade do Rio de Janeiro e logo depois embarcou num outro navio com destino a Vitória, no Espírito Santo, onde subiu as montanhas capixabas para se fixar na Colônia de Santa Izabel, no atual município de Domingos Martins. No ano de 1879, Johann se mudou para Soído (também em Domingos Martins), porém não se acostumou com o local.
No mesmo ano, acompanhado de Luiza Marx (sua esposa), de João Kröhling Sobrinho (seu filho mais velho), Nicolau Marx e Francisco Endlich (auxiliares), Johann Heinrich Kröhling chegou à região da atual Santa Maria. Enquanto o lugar era desmatado para a criação de plantações de subsistência, todos passaram a se abrigar em uma gruta de pedras sobrepostas. Neste local foi fundada uma colônia, que até então não tinha nome.

### Origem do nome
Certo dia um engenheiro de Viana chamado José foi contratado por Johann Kröhling para medir sua propriedade. Após um longo dia de trabalho, na hora do jantar, José teria exclamado pensando em sua esposa:
— "O que estará fazendo a minha santa Maria a estas horas? Como eu gostaria que ela estivesse aqui.”
Com essa cena em mente, Johann teve uma ideia. Decidiu dar o nome de “Santa Maria” a suas terras, tendo São José como padroeiro.
Esta história era contada por Nicolau Kröhling, filho de Johann e primeiro professor do distrito.